# District de Maloja

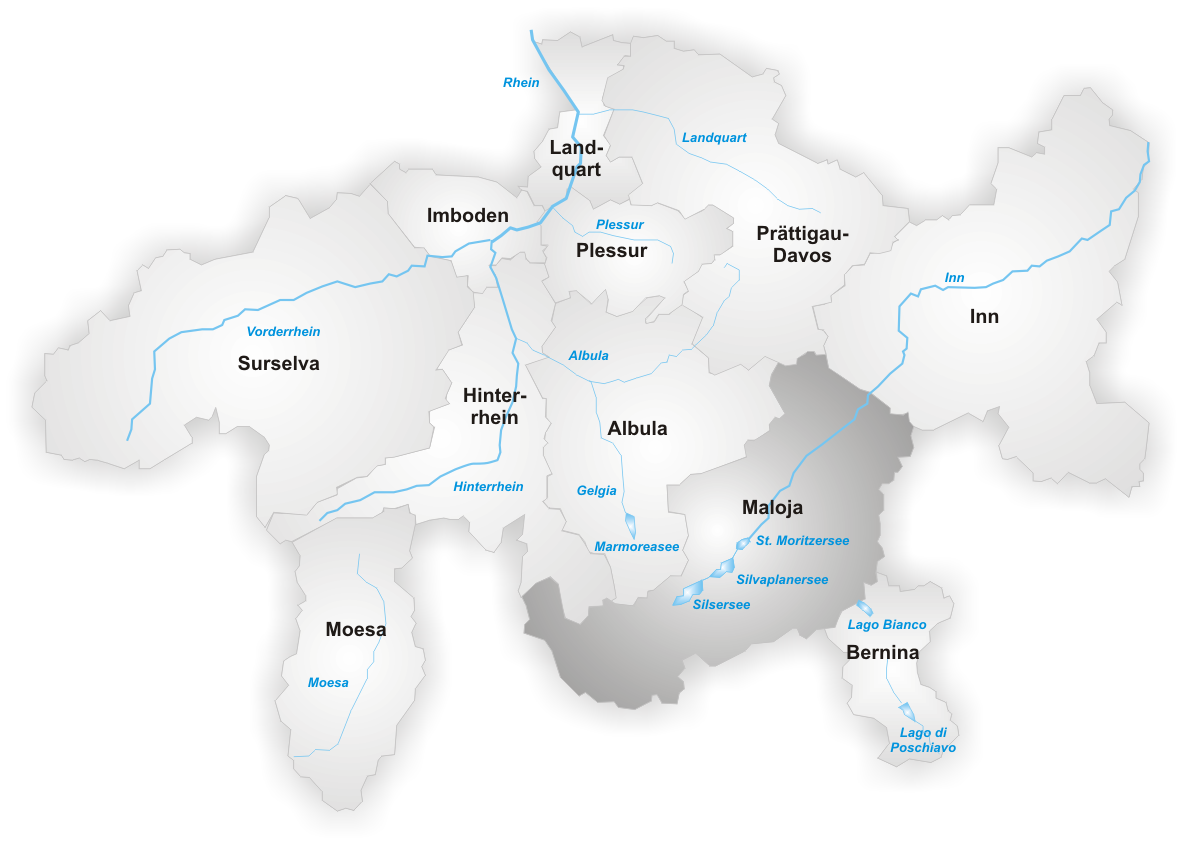
Le district de Maloja au sein du canton des Grisons.

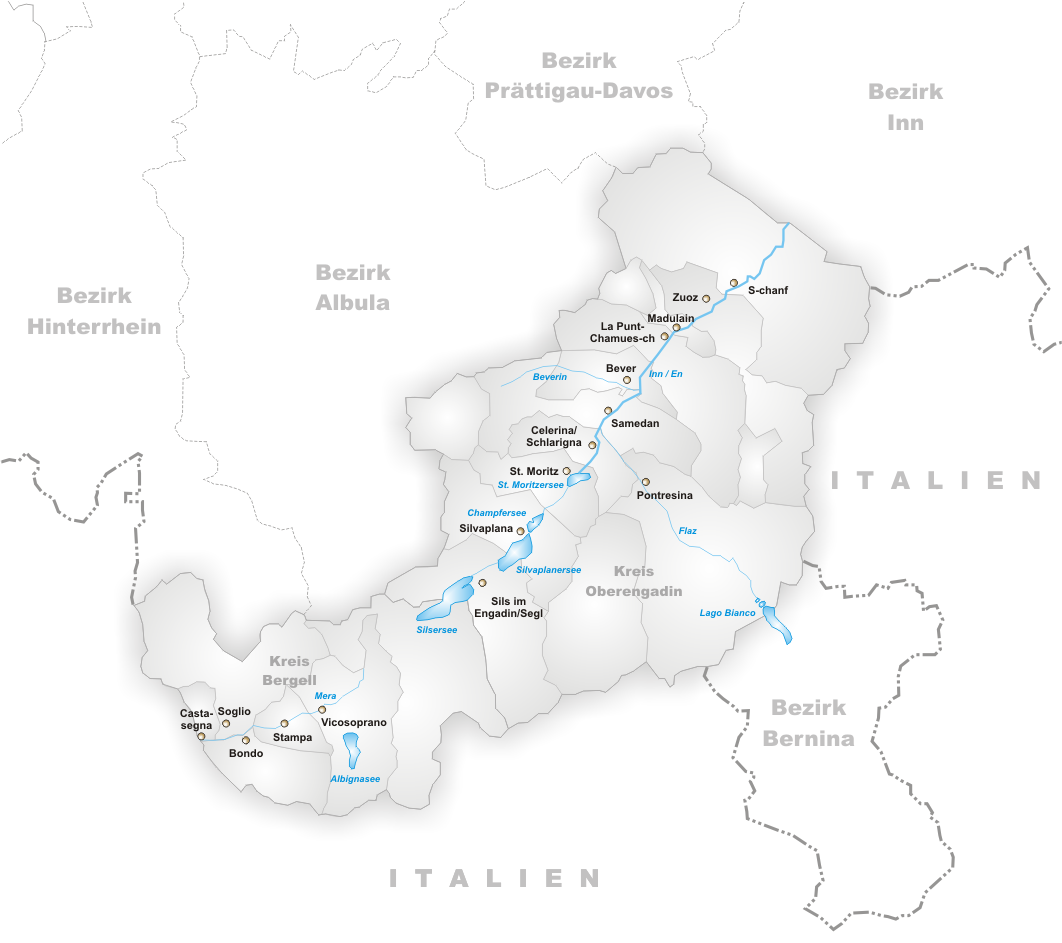
Les communes du district de Maloja.

Le district de Maloja (romanche : , italien : Distretto di Maloggia) était un des 11 districts du canton des Grisons en Suisse. Sa superficie est de 973,28 km2 et il comptait 17 810 habitants en 2004.
Il était composé de 12 communes réparties en deux cercles communaux.
Il est remplacé le 1er janvier 2016 par la région de Maloja, qui reprend le même périmètre.

## Communes

### Cercle communal de Bregaglia
- Bregaglia

### Cercle communal de Oberengadin
- Bever
- Celerina/Schlarigna
- La Punt Chamues-ch
- Madulain
- Pontresina
- Samedan
- Saint-Moritz
- S-chanf
- Sils im Engadin/Segl
- Silvaplana
- Zuoz

## Sommets importants
- Piz Bernina, 4 049 m
- Piz Zupò, 3 996 m
- Piz Bianco, 3 995 m
- Piz Scerscen, 3 971 m
- Piz Argient, 3 945 m
- Piz Roseg, 3 937 m
- Bellavista, 3 922 m
- Piz Palü, 3 905 m
- Crast' Agüzza, 3 854 m
- Piz Morteratsch, 3 751 m